# Novelty (locomotora)
La Novelty fue una locomotora de vapor pionera, construida por John Ericsson y John Braithwaite para participar en las Pruebas de Rainhill en 1829. Era una máquina del tipo 0-2-2 WT, considerada como la primera locomotora con depósito incorporado. Tenía un diseño único de caldera y una serie de otras características novedosas (tal vez justificando la elección de su nombre). Desafortunadamente, varios de los componentes principales tenían importantes debilidades de diseño, que finalmente se tradujeron en problemas de funcionamiento que la eliminaron de las pruebas. 

## LaNoveltyen los ensayos de Rainhill

### Asociación entre Ericsson y Braithwaite

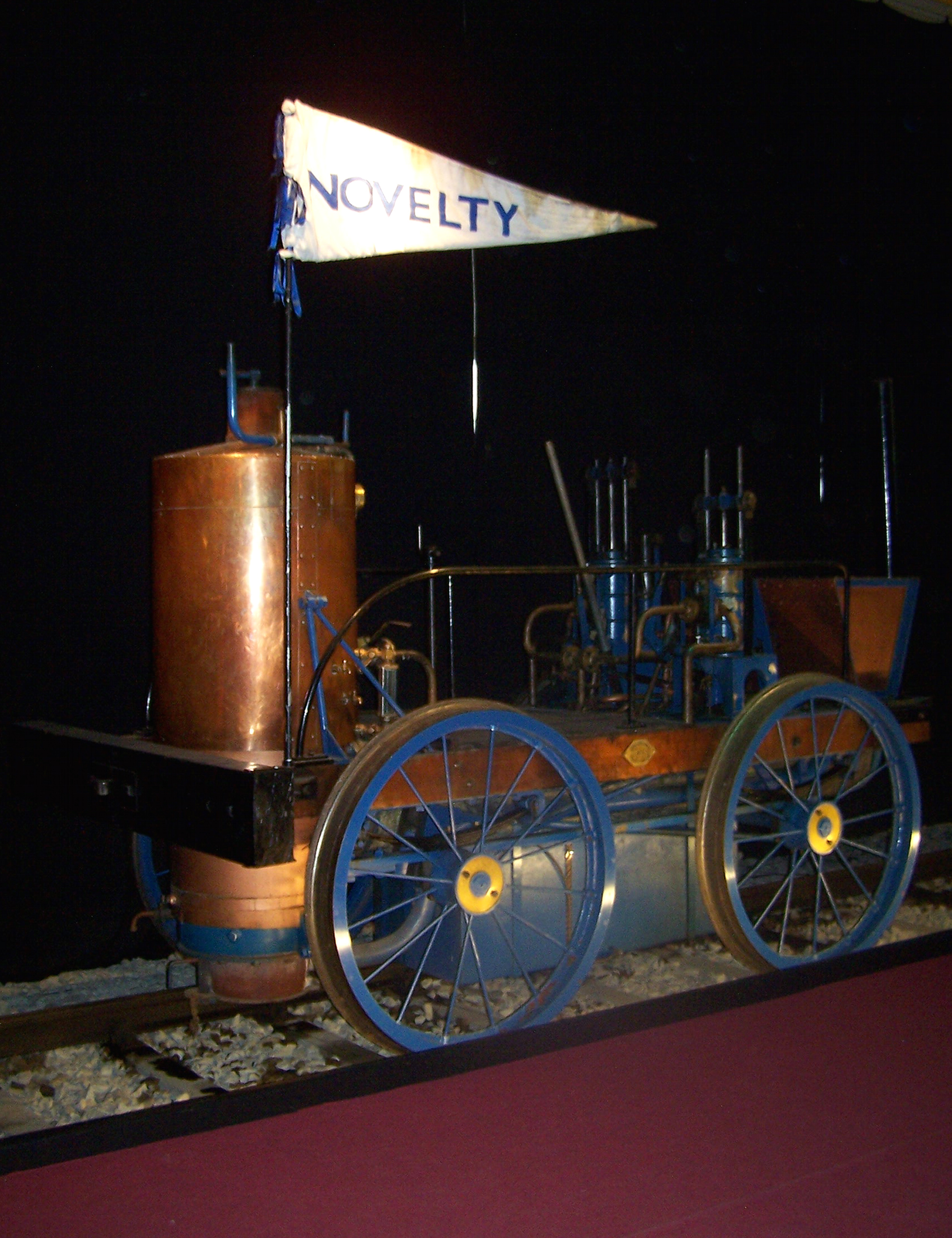
Réplica de la Novelty en el Museo del Transporte de Núremberg durante la exposición "Adler, Rocket and Co."

A fines de la década de 1820, Ericsson y Braithwaite estaban trabajando juntos construyendo carros de bomberos con bombas de vapor, que utilizaban una caldera diseñada por Ericsson. Se fabricaban en los talleres de John Braithwaite en Londres. Estos carros de bomberos eran conocidos por su capacidad de generar vapor rápidamente, y se parecían mucho a la Novelty. 
Charles Vignoles también se había asociado con los promotores de la Novelty, pero se desconoce su participación práctica. Es posible que se sumara a los impulsores de la locomotora debido a sus continuas disputas con George Stephenson. 

### Construyendo la máquina
Se dice que Ericsson y Braithwaite solo se enteraron de la convocatoria de las Pruebas de Rainhill siete semanas antes de que el evento tuviera lugar, cuando Ericsson recibió una carta de un amigo que se refería a una "Carrera de Vapor". Este espacio de tiempo increíblemente corto ha llevado a sugerir que la Novelty es, de hecho, un carro de bomberos modificado. Es probable que usara muchas de las partes construidas para un pedido existente, desviadas para la Novelty. 
La Novelty se construyó en el Taller de Londres perteneciente a Braithwaite y se transportó a Liverpool en barco. No hubo tiempo para probarla en Londres antes del transporte, y después de los ensayos preliminares realizados en Rainhill antes de las pruebas, se introdujeron modificaciones en la máquina con la ayuda de Timothy Hackworth. 

### La caldera

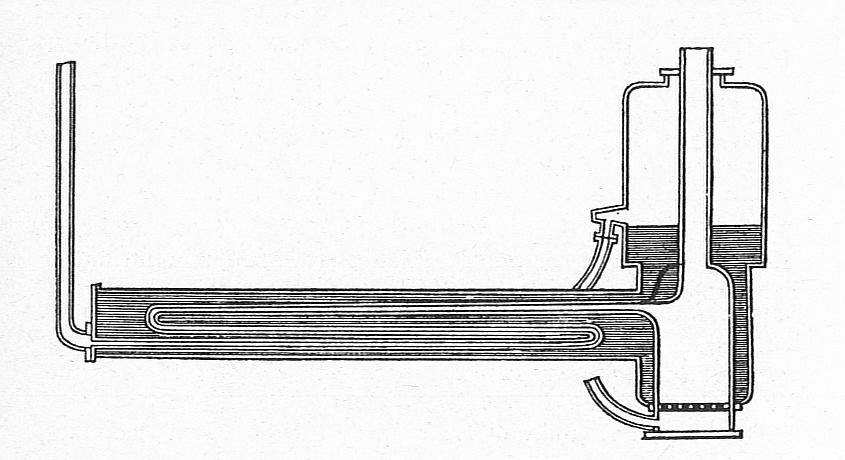
Sección transversal de la caldera, con el fogón a la derecha

La caldera utilizada había sido diseñada por John Ericsson utilizando criterios científicos, pero resultó ser muy difícil de construir y mantener en comparación con el diseño de caldera adoptado para la Rocket y la mayoría de las locomotoras de vapor desde entonces. 
La característica más destacada de esta caldera era la cámara de combustión vertical de cobre (el recipiente grande a la derecha en la ilustración adyacente). Dentro del recipiente vertical estaba la cámara de combustión interna y el espacio entre los dos estaba lleno de agua (a un nivel casi igual al del tobillo del conductor). El combustible (coque) se introducía desde la parte superior, donde un tubo pasaba a través del techo de la cámara de combustión. Esta construcción de la cámara de combustión no era diferente a algunos tipos de calderas verticales, pero esto era solo una parte del diseño de Ericsson. 
Al igual que George Stephenson, Ericsson entendió que se necesitaba un área grande para extraer el calor de los gases calientes. Esto lo consiguió mediante una larga tubería horizontal llena de agua, que corría por todo el motor. Se puede ver en la ilustración, sobresaliendo a la derecha, con la chimenea vertical unida a ella. Dentro de la sección horizontal había un tubo que transportaba los gases calientes, que formaba una 'S', por lo que los gases hacían tres pasadas a través del agua. Este tubo en forma de 'S' también incluía secciones en forma de cono, haciendo que los gases se acelerasen a medida que se enfriaban. En la práctica, este tubo era casi imposible de limpiar. 
La caldera resultante tenía la forma de un martillo y se requería que se ajustara al bastidor antes de que se pudieran agregar la plataforma, los cilindros o el soplador. 
Se disponía de un 'tiro forzado' proporcionado por un soplador mecánico (la estructura triangular a la derecha en la ilustración). Esto forzaba el paso del aire a lo largo de una tubería y dentro del cenicero sellado (debajo del fuego). Muy pocas locomotoras de vapor han utilizado alguna vez un tiro forzado como este. La razón principal es que para agregar combustible, se debe detener el tiro o instalar alguna forma de esclusa de aire. La Novelty usó una esclusa de aire para alimentar el combustible, pero aún existía la posibilidad de que se dispararan llamas y gases calientes hacia el fogonero. 
El soplador era impulsado mediante las varillas que unían los cilindros a las ruedas. Por lo tanto, el tiro era proporcional a la velocidad del motor, pero no a la potencia requerida, como sí sucede en las máquinas que utilizan el tiro del escape de vapor. Se supone que el soplador era accionado a mano cuando el motor estaba parado o las ruedas motrices no se desplazaban sobre los raíles. Los detalles del diseño del soplador no se conocen con certeza. 
Se introducía agua en la caldera mediante una bomba accionada por uno de los cilindros (una práctica normal por entonces). 

### Ruedas tractoras
En este momento, los ingenieros estaban preocupados por el desgaste desigual de los pistones y los cilindros cuando se montaban horizontalmente, por lo que la mayoría se montaban verticalmente, pero los cilindros verticales que se movían directamente sobre las ruedas (como en la Sans Pareil ) causaron problemas con su marcha irregular y no funcionaban bien con las ballestas de suspensión. 

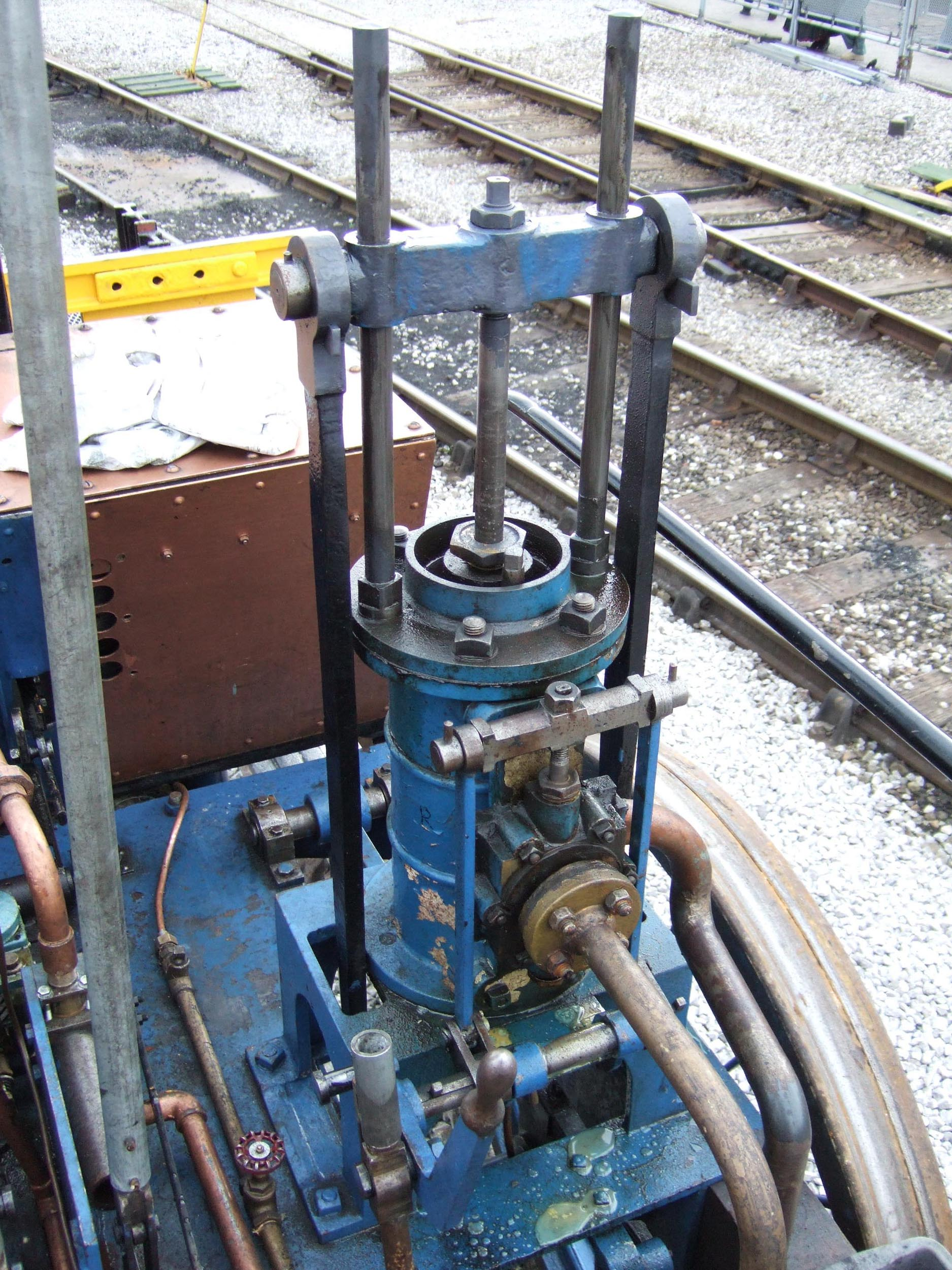
Cilindro en la réplica de la Novelty

En la Novelty, los cilindros se montaron verticalmente en la parte trasera de la máquina (a la derecha de los hombres que figuran en la ilustración). Directamente debajo estaban las manivelas que transformaban el vaivén vertical en un desplazamiento horizontal. Las bielas conectaban las manivelas con el eje de rotación (el eje que figura a la izquierda en la ilustración). 
El engranaje de la válvula se valía de un sistema de accionamiento similar, con numerosas articulaciones que implicaban pérdidas mecánicas. 
Es fácil pensar que la Novelty es una locomotora 0-4-0 ya que tenía ruedas de igual tamaño. Sin embargo, en realidad es una 0-2-2 WT. Solo contaban con tracción las ruedas debajo de la cámara de combustión (las que se encuentran a la izquierda en la imagen). Las otras ruedas normalmente no estaban conectadas a la transmisión, aunque podían estar acopladas mediante una cadena 'cuando fuese necesario'.

### La primera locomotora con depósito incorporado
La Novelty fue la primera locomotora con depósito, ya que transportaba el agua en un tanque colocado entre sus ruedas, cuando lo habitual hasta entonces es que el agua se transportara en un tender independiente. Como una de las reglas de las Pruebas de Rainhill estaba relacionada con el peso del motor sin tender, se tuvo que redactar una cláusula especial para la Novelty.

### Rendimiento en las Pruebas
La Novelty fue la favorita de la multitud para ganar las Pruebas. Esto puede deberse a que se parecía a un carro de vapor (asociado por el público con la velocidad y las mejoras en el transporte) o puede ser porque no se parecía a la típica máquina de vapor de una mina de la época. En los recorridas de demostración que tuvieron lugar el primer día de las pruebas, la Novelty no decepcionó, logrando una velocidad de alrededor de 28 millas por hora (45,1 km/h).
En los preparativos para las pruebas, se comprobó que la Novelty era muy ligera y muy rápida para generar vapor. 
Fue la primera locomotora en ser probada en el concurso. A partir del segundo día de los ensayos, comenzó la serie de recorridos previstos, pero muy rápidamente el soplador falló y tuvieron que hacerse reparaciones, en las que se empleó todo el día siguiente. Sin embargo, cuando la Novelty corrió de nuevo, la tubería de alimentación del agua estalló y se tuvieron que hacer más reparaciones, que parecen haber incluido el resellado de la caldera. En aquella época, las calderas se sellaban con una sustancia similar al cemento que requería días, si no semanas, para que fraguara correctamente. El tiempo no lo permitiría y el sellado falló rápidamente, una vez que se reiniciaron las pruebas.
Los problemas recurrentes de la caldera llevaron a Ericsson y Braithwaite a retirarse del concurso. 
Antes de que fallara, se decía que los Stephenson estaban seriamente preocupados por la Novelty, ya que era adecuada para cumplir con los requisitos del concurso, aunque consideraban que el peso que podía arrastrar era demasiado liviano para un ferrocarril práctico. 

## Después de las Pruebas de Rainhill

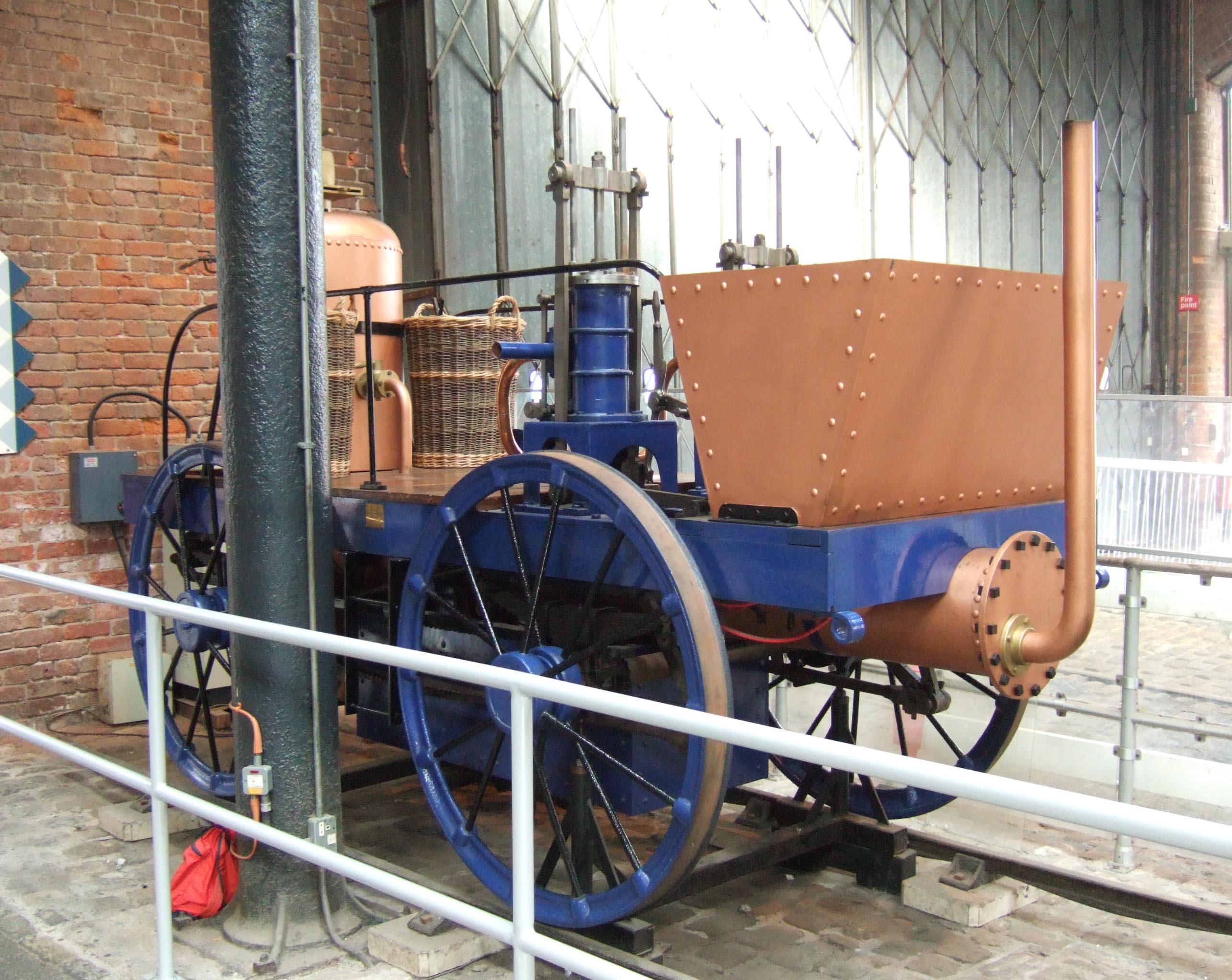
Modelo a tamaño natural que incluye partes de la Novelty original

Una vez que se completaron todas las reparaciones, la Novelty realizó una serie de demostraciones exitosas, pero ya era demasiado tarde para tener algún efecto en la competición. A veces se indica que en una de estas demostraciones la locomotoro alcanzó una velocidad de 60 millas por hora (96,6 km/h), pero no existen razones de peso para sostener esta afirmación, que puede ser una interpretación errónea de un informe de un periódico que habría intentado causar impresión respecto a las grandes velocidades que las locomotoras estaban logrando en Rainhill. Ericsson y Braithwaite construyeron otras dos locomotoras llamadas William IV y Queen Adelaide. En general, eran más grandes y más robustas que la Novelty, de la que diferían en una serie de detalles (por ejemplo, se piensa que se utilizó un diseño diferente de soplador, que era del tipo 'conducción inducida', que aspiraba los gases del fuego). Ambas realizaron pruebas en el Ferrocarril de Liverpool y Mánchester, pero la compañía se negó a comprar los nuevos diseños. 
La Novelty fue transferida al Ferrocarril de St Helens y Runcorn Gap, donde trabajó unos cuantos años. Alrededor de 1833 recibió nuevos cilindros y una nueva caldera. 
De alguna manera, todas las ruedas y ambos cilindros (se supone que los originales, no los de la reconstrucción de 1833) se han conservado. 
Durante 1929, las ruedas originales y un cilindro se incorporaron a un modelo a escala completa que no funciona y que ahora se exhibe en el Museo de Ciencia e Industria de Mánchester. Esta réplica temprana fue reconstruida en 1988 y actualmente incluye baterías y un motor eléctrico para permitir que se mueva (todas las ruedas se accionan, adoptando una configuración 4wBE), aunque los componentes de vapor no son funcionales. El otro cilindro se exhibe en la Biblioteca Pública de Rainhill.
No consta que ninguna otra locomotora británica haya sido construida con este estilo. Las comparaciones se realizan con motores de caldera vertical del siglo XX, como los de la compañía Sentinel de Shrewsbury, pero en realidad los principios de diseño eran muy diferentes.

## Réplica
Para el evento conmemorativo denominado Rocket 150, celebrado en 1980, la compañía Locomotion Enterprises construyó una réplica completamente nueva de la Novelty en el Taller Springwell del Ferrocarril de Bowes. Era una réplica totalmente funcional que se creó para que pareciera lo más exacta posible cuando se mostrase en el evento previsto. Sin embargo, se hicieron muchos cambios para reducir los costos de construcción y cumplir con los estándares modernos. Se ha sugerido   que la réplica fue construida para durar no más de los tres días del Rocket 150. 
Algunas de las diferencias entre el original y la réplica son: 
- Acero al carbono utilizado en lugar de hierro forjado.

El hierro forjado ya no se producía comercialmente, mientras que el acero al carbono eramanejado por todos los fabricantes comerciales.
- Caldera construida de acero soldado en lugar de cobre

Una caldera de cobre habría sido muy costosa en materiales y habría necesitado habilidades especializadas, mientras que el acero soldado tenía mucho en común con los recipientes a presión industriales.
- Soplador de contrachapado y color cobre pintado.

Es probable que el soplador haya sido objeto de trabajo de desarrollo, ya que la madera contrachapada es mucho más barata y más fácil de trabajar. Además, pocas personas se acercarían lo suficiente como para notar la diferencia.
- Freno de mano equipado para actuar sobre ambas ruedas

Podría haber sido instalado después del evento 'Rocket 150'.
- Caldera equipado con indicador de vidrio y un manómetro Bourdon

Requisitos para cualquier caldera de vapor, vital si el motor debe funcionar de manera segura.
- La válvula de seguridad es de tipo "seta" en lugar de "peso muerto".

En primer lugar, las válvulas de tipo seta eran de un tipo utilizado en la industria; en segundo lugar, el tipo de peso muerto podría mantenerse presionado (por lo que nunca funcionaría correctamente); y en tercer lugar, una válvula de peso muerto tiende a rebotar y, por lo tanto, desperdicia vapor.
- La caldera de la réplica contiene aproximadamente el doble del volumen de agua.

Esto se debe principalmente a los métodos de construcción utilizados (juntas bridadas en los barriles y tubería de acero estándar para el tubo de combustión). También se le dieron espacios de agua más grandes entre las placas interior y exterior. En consecuencia, la rejilla de fuego debe haber sido considerablemente más pequeña que la original.
Por una razón que no se entiende completamente, las ruedas de la réplica se construyeron con huellas muy estrechas. Es posible que las ruedas se hayan escalado de un modelo conservado en el Museo de Ciencias de Londres. Como resultado, no pudo viajar a través de desvíos modernos. 
Durante el evento Rocket 150, la Novelty fue transportada en un vagón Well, apoyada de tal manera que permitía que el motor funcionara y sus ruedas giraran libremente. 
Después del evento Rocket 150, la Novelty se accionó con vapor en un pequeño número de ocasiones en Mánchester. Alrededor de 1982, se vendió al Museo del Ferrocarril Sueco, en Gävle, y salió del Reino Unido . 

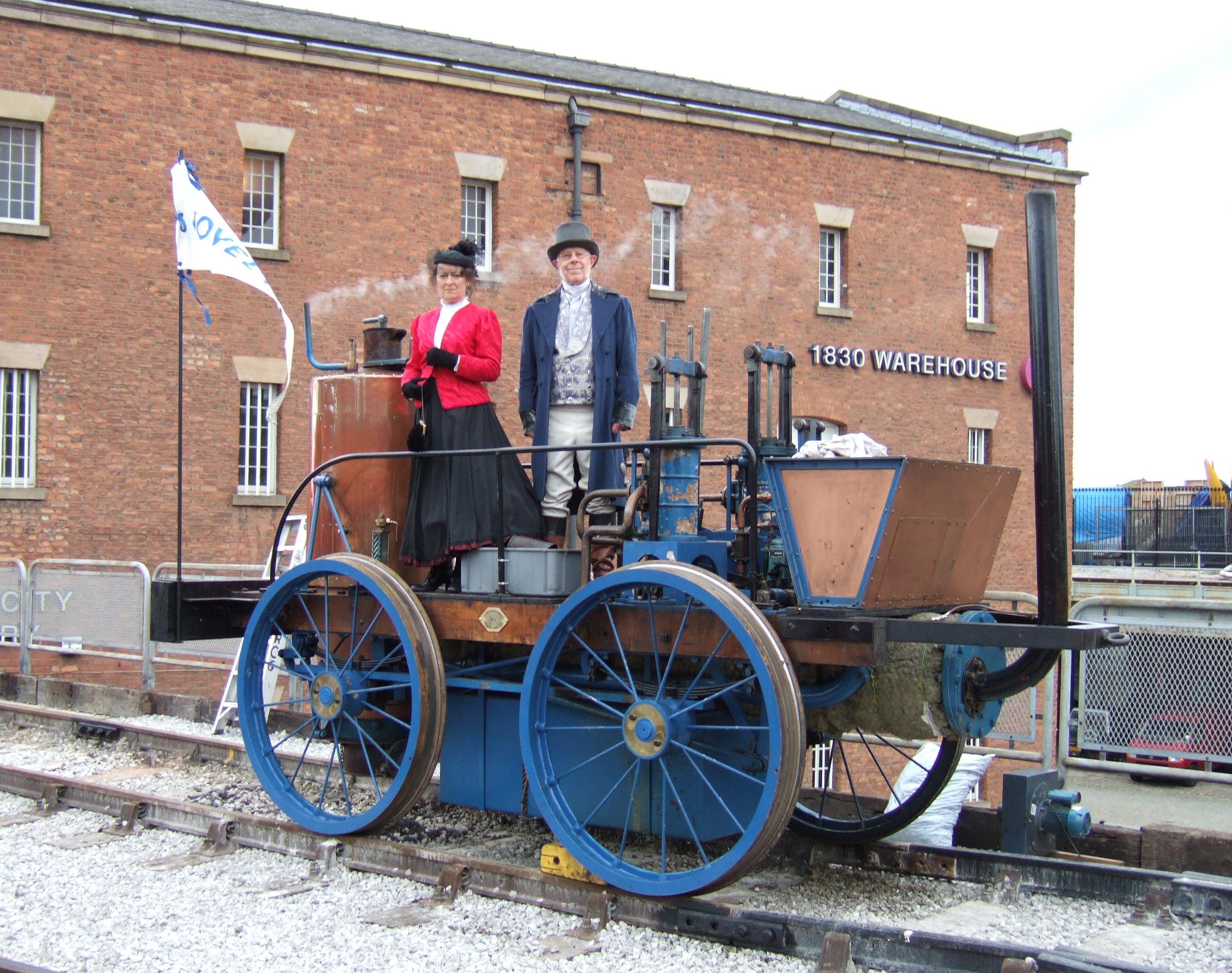
Réplica de la Novelty en Mánchester. Septiembre de 2005

Durante julio de 2002, la Novelty se trajo desde su sede en Ängelholm, para intervenir en un programa de televisión. Regresó a Suecia durante la primavera de 2003. Poco después, realizó una breve visita al Museo de Ciencia e Industria de Mánchester durante el otoño de 2005. También se exhibió en el Museo del Transporte de Núremberg en 2010. 

### Programa de televisión en 2002
Para el programa de televisión de la BBC Timewatch - Rocket y sus rivales, la réplica de la Novelty fue transportada al Museo Nacional del Ferrocarril de York, donde se desarmó por completo para permitir el examen de la caldera y de las partes en funcionamiento. Varios elementos debían ser restaurados antes de que la locomotora pudiera funcionar nuevo: 
- Inspección completa de la caldera por motivos de pólizas de seguro
- Reparaciones menores de la caldera
- Modificaciones en las ruedas para permitir una operación segura en las vías normales
- Limpieza y repintado del tanque de agua
- Liberación de varias válvulas de agua que se habían obstruido
- Repintado parcial

De este trabajo, el elemento principal fue la modificación de las ruedas. La solución adoptada por el Taller del Museo Nacional del Ferrocarril fue emplear un fabricante de metal para cortar cuatro anillos de una placa de acero de 40 mm de espesor, cortados con la precisión necesaria para no necesitar más mecanizado. Los anillos fueron atornillados a las ruedas existentes y fueron un éxito total. 
Después del reensamblaje, la locomotora se sometió a prueba de vapor en York antes del transporte a la estación de Carrog en el Ferrocarril de Llangollen. Las primeras pruebas mostraron dos problemas principales: en primer lugar, la conexión al soplador no era lo suficientemente fuerte, y en segundo lugar, el funcionamiento de la bomba de alimentación de agua causaba un problema muy serio de formación de espuma en la caldera. Más tarde se comprobó que la bomba de alimentación era cinco veces mayor de lo necesario para el motor. Esto provocaba que el aire alimentase el tubo horizontal de la caldera, provocando el exceso de espuma. 
Para recrear completamente los Ensayos de Rainhill, se requirieron 20 recorridos de ida y vuelta a lo largo de una sección del ferrocarril de Llangollen (entre las estaciones de Carrog y Glyndyfrdwy ). La Novelty solo pudo completar 10 carreras antes de que el fogón se llenara completamente de clínker (carbonilla solidificada). La incapacidad de eliminar el clínker del fogón en este tipo de caldera era un problema importante, la única forma era dejar apagar el fuego por completo y comenzar de nuevo. 
Durante los recorridos para la reescenificación de las pruebas, la Novelty funcionó con un ventilador eléctrico (alimentado por un generador de gasolina) en lugar del soplador. Incluso teniendo esto en cuenta en el cálculo final, la Novelty fue mucho más eficiente que la Sans Pareil.
Durante la reconstrucción de las pruebas, la réplica de la Novelty fue demasiado lenta para cumplir con los requisitos de los ensayos originales y no completó el concurso. La velocidad máxima alcanzada en cualquier punto fue de 17 millas por hora (27,4 km/h), posiblemente porque la tubería de vapor principal de la caldera estaba restringiendo el flujo a los cilindros. El engranaje de la válvula también se ajustó incorrectamente (indicado por el ruido extraño de las pulsaciones del escape). 
Con todas las diferencias obvias entre el original y la réplica, sumadas al hecho de que la tripulación de la locomotora utilizada tenía solo cuatro días de experiencia en la operación de la locomotora, no se puede decir que en esta nueva versión del ensayo, la réplica de la Novelty (posiblemente por falta de tiempo) diera el rendimiento que podría haberse logrado con la máquina original en 1829.

## Otras locomotoras llamadasNovelty
Excluyendo el original y las réplicas, las siguientes locomotoras han llevado el nombre de Novelty:
- LNWR Clase Newton no. 1682, construida en mayo de 1868, reemplazada en junio de 1892;
- LNWR Clase Precedente Mejorada no. 1682, construida en junio de 1892, desechada en julio de 1928;
- LMS Clase Royal Scot no. 6127, construida en 1927 (renombrada en junio de 1936);
- LMS Clase Jubilee no. 5733, construida en noviembre de 1936, retirada en septiembre de 1964;
- British Rail Clase 86, no. 86 235 (ex-E3194), construida en 1965, nombrada para conmemorar el Rocket 150 (luego, renombrada).